# Zbór Braterskiej Jednoty Baptystów w Aš
Zbór Braterskiej Jednoty Baptystów w Aš – zbór baptystyczny znajdujący się w czeskim mieście Aš, przy ulicy Bratrskiej. Pierwsza baptystyczna rodzina w tym mieście pojawiła się w 1945 r. Zbór usamodzielnił się w 1970 r. Obecnie liczy około 70 zborowników. Pastorem zboru jest kaznodzieja Alois Boháček.

## Pastorzy
- 1970–1977 – Vladimír Vacek
- 1977–1988 – František Kolařík
- 1988–1989 – Jiří Legiersky
- 1989–1991 – Ján Katušťák
- 1991–1995 – Vladimír Vacek
- 1995–2000 – Vladimír Hejl
- 2000- – Alois Boháček